# Deutsches Meisterschaftsrudern 2010
Das 121. Deutsche Meisterschaftsrudern wurde 2009 in Brandenburg an der Havel und München ausgetragen. In 17 Bootsklassen wurden Medaillen vergeben, davon zehn bei den Männern und sieben bei den Frauen.

## Medaillengewinner

### Männer
| Bootsklasse                           | Gold | Silber | Bronze |
| ------------------------------------- | --- | --- | --- |
| Einer                                 | Marcel Hacker (Frankfurter RG Germania) | Eric Knittel (Berliner Ruder-Club) | Mathias Rocher (RC Magdeburg) |
| Doppelzweier                          | RC Favorite Hammonia Hamburg Daniel Makowski Claas Mertens | RTHC Bayer Leverkusen Moritz Otto Heiner Schwartz | Crefelder RC 1883 Moritz Koch Andreas Baloghy |
| Zweier ohne Steuermann                | Rgm. RC Undine Radolfzell / RV Treviris 1921 Trier Kristof Wilke Richard Schmidt                                                                                  | Rgm. RTHC Bayer Leverkusen / Mainzer RV von 1878 Toni Seifert Sebastian-Mathias Schmidt                                                                              | Rgm. Friedrichstädter RG von 1926 / ORC Rostock von 1956 Nils Menke Felix Drahotta                                                                                  |
| Doppelvierer                          | RC Favorite Hammonia Hamburg Claas Mertens Max Schramm Daniel Makowski Marco Rudolph                                                                              | RV Ems-Jade-Weser Maiko Benedikt Remmers Jann Schürmann Dirk Fleßner Immo Ihnen                                                                                      | RTHC Bayer Leverkusen Florian Marchand Moritz Otto Fabian Mimberg Heiner Schwartz                                                                                   |
| Vierer ohne Steuermann                | Osnabrücker RV Matthias Bergmann Maximilian Schnitker Hendrik Onnenga Andreas Tönnies                                                                             | Crefelder RC 1883 Thorsten Hütz Lars Henning Leonhard Zerni Matthias Simons                                                                                          | Keine weiteren Boote am Start. |
| Achter                                | Berliner Ruder-Club Philipp Matthes Andreas Kuffner Jonas Schützeberg Olaf Beckmann Anton Kuzmenko Richard Lorenz Adrian Bretting Anton Braun Martin Sauer (Stm.) | Crefelder RC 1883 Moritz Koch Alexander Thierfelder Leonhard Zerni Thorsten Hütz Dirk Marterer Andreas Baloghy Lars Henning Matthias Simons Jaqueline Jozwiak (Stf.) | RK am Wannsee Berlin Hendrik Bohnekamp Paul Schröter Karsten Brodowski Timm Baur Paul Habermann Linus Lichtschlag Julian Mendyka Lucas Dittmann Nicola Petri (Stf.) |
| Leichtgewichts-Einer                  | Linus Lichtschlag (RK am Wannsee Berlin) | Michael Keschka (Dresdner RV) | Lars Hartig (Friedrichstädter RG von 1926) |
| Leichtgewichts-Doppelzweier           | RV Neptun Konstanz Ingo Voigt Jonas Wagner | Mainzer RV von 1878 Michael Etzkorn Christoph Thiem | Stuttgarter RG von 1899 Benjamin Bogenschütz Valentin Schätzlein |
| Leichtgewichts-Zweier ohne Steuermann | RV Saarbrücken Jochen Kühner Martin Kühner | RV Saarbrücken Jost Schömann-Finck Matthias Schömann-Finck | Rgm. RC Allemannia von 1866 Hamburg / Der Hamburger und Germania RC Lars Wichert Bastian Seibt                                                                      |
| Leichtgewichts-Vierer ohne Steuermann | RV Saarbrücken Tobias Franzmann Jost Schömann-Finck Jochen Kühner Martin Kühner                                                                                   | Karlsruher RV Wiking Felix Kottmann Simon Böhler Philipp Schäfers Ulrich Geilmann                                                                                    | RG Wiking Berlin Janek Horeis Marko Johann Arne Seelig Maik Zentner                                                                                                 |

### Frauen
| Bootsklasse                 | Gold                                                                             | Silber                                                                           | Bronze                                                                        |
| --------------------------- | -------------------------------------------------------------------------------- | -------------------------------------------------------------------------------- | ----------------------------------------------------------------------------- |
| Einer                       | Annekatrin Thiele (RG Wiking Leipzig)                                            | Carina Bär (Heilbronner RG Schwaben)                                             | Julia Richter (RK am Wannsee Berlin)                                          |
| Doppelzweier                | RK am Wannsee Berlin Julia Richter Tina Manker                                   | RV Saarbrücken Katharina Weingart Nina Wengert                                   | Crefelder RC 1883 Theresa Hülsmann Lisa Schmidla                              |
| Zweier ohne Steuerfrau      | Rgm. Crefelder RC 1883 / Ulmer RC Donau Kerstin Hartmann Marlene Sinnig          | Rgm. RV Saarbrücken / ORC Rostock von 1956 Nina Wengert Ulrike Sennewald         | Rgm. Dresdner RV / Hannoverscher RC von 1880 Kathrin Thiem Anika Kniest       |
| Doppelvierer                | RV Saarbrücken Katharina Weingart Anja Noske Lenka Wech Nina Wengert             | Mainzer RV von 1878 Lea-Katlen Kühne Charlotte Arand Clara Karches Silke Günther | Karlsruher RV Wiking Julia Johannsmeier Ulrike Schwarz Maria Bode Vera Dohmen |
| Vierer ohne Steuerfrau      | Mainzer RV von 1878 Barbara Karches Lea-Katlen Kühne Clara Karches Silke Günther | Crefelder RC 1883 Marisa Staelberg Theresa Hülsmann Johanna te Neues Mona Benger | Keine weiteren Boote am Start.                                                |
| Leichtgewichts-Einer        | Marie-Louise Dräger (ORC Rostock von 1956)                                       | Anja Noske (RV Saarbrücken)                                                      | Stephanie Wagner (Hanauer RC Hassia)                                          |
| Leichtgewichts-Doppelzweier | Heidelberger RK 1872 Ines Carola Göring Katharina Fricke                         | RV Weser Hameln Merle Wessel Nora Wessel                                         | RC Tegel 1886 Lisa Rabes Nadine Möller                                        |